# Ricomincio da qui (programma televisivo)
Ricomincio da qui è un programma televisivo italiano di genere talk show, andato in onda dal 26 marzo 2007 al 15 maggio 2009 su Rai 2 dal lunedì al venerdì alle 16.15, condotto e ideato dalla giornalista Alda D'Eusanio.

## La trasmissione
In ogni puntata la conduttrice introduceva l'ospite del giorno (con l'ausilio di immagini o video) e descriveva il suo problema da risolvere. Aveva poi inizio il vero talk tra la D'Eusanio, l'ospite, il pubblico in studio e i tre esperti di volta in volta presenti (tra quelli ricorrenti, la psicologa Paola Fenzi, l'avvocato Ettore Boschi e il life coach Francesco Licata). Opinionisti del pubblico potevano porgere domande all'ospite o commentare, mentre i tre consulenti, verso la fine della puntata, proponevano all'ospite suggerimenti specifici. A questo punto non restava altro che far decidere all'ospite quale consiglio seguire e «da dove ricominciare».
Nel tempo il programma ha cambiato due volte la scenografia degli studi. Temporaneamente ha incluso anche una rubrica amorosa (Ricomincio... ad Amare), una sorta di incrocio tra un'"agenzia matrimoniale" e un "appuntamento al buio".